# Impresa di Costruzioni Ing. E. Mantovani
L'Impresa di Costruzioni Ing. E. Mantovani S.p.A. conosciuta come Ing. E. Mantovani (abbreviazione di Enzo Mantovani) è stata un'impresa di costruzioni italiana con sede a Padova, in Veneto.
La società è stata fondata dall'ingegnere Enzo Mantovani, ma è stata acquistata dalla Serenissima Holding, una holding della famiglia Chiarotto. La Serenissima Holding possedeva anche il gruppo FIP, a cui la FIP Industriale ha fornito tecnologie per realizzare il Taipei 101.
Come impresa di costruzioni, la società possedeva una partecipazione nel gestore del tratto Padova-Venezia dell'Autostrada A4. Scaduto il contratto di gestione, la società è stata trasformata in una holding, la Società delle Autostrade Serenissima.
L'ing. E. Mantovani possedeva ancora il 26,75% come maggiore azionista, più un ulteriore 8,53% detenuto da Serenissima Holding. La società era uno dei contraenti del Passante di Mestre, dell'Ospedale dell'Angelo di Mestre del sistema tranviario di Mestre, e del Terminal Ro-Ro Fusina del Porto di Venezia.
L'ing. E. Mantovani possedeva lo 0,1617% di partecipazione diretta in A4 Holding, gestore della tratta Brescia-Padova dell'Autostrada A4.
L'ing. E. Mantovani è stato uno dei contraenti del Progetto MOSE, che rappresentava il 3,3212% di partecipazione nel consorzio Consorzio Venezia Nuova.
L'ing. E. Mantovani ha anche realizzato alcune delle sedi dell'Expo 2015 di Milano.

## Controversie
Alcuni manager della Mantovani, tra cui il presidente Piergiorgio Baita sono stato arrestati nel 2013 dalla Guardia di Finanza per falso in bilancio nel progetto MOSE.